# Versus de Scachis
Versus de Scachis (Verse vom Schach) ist ein frühmittelalterliches, lateinisches Schachgedicht eines unbekannten Verfassers aus dem 10. Jahrhundert. Es entstand vermutlich zwischen 900 und 950 in Oberitalien. Versus de Scachis umfasst 98 Verse auf der Vorder- (68 Verse) und Rückseite (34 Verse) eines Pergamentblattes und wird in der Stiftsbibliothek Einsiedeln (im Kanton Schwyz) aufbewahrt. Das „Einsiedler Schachgedicht“, wie Versus de Scachis auch bezeichnet wird, gilt als das erste schriftliche abendländische Zeugnis des Schachspiels.

## Rezeptionsgeschichte
Das Schachgedicht war als Spiegelblatt in einer anderen Handschrift eingeklebt und wurde erst im Jahre 1839 vom damaligen Stiftsarchivar Gall Morel (1803–1872) herausgelöst. 1877 machte der Berner Professor Hermann Hagen (1844–1898) die Verse in seinen Carmina medii aevi einer breiten Öffentlichkeit zugänglich. 1913 druckte und interpretierte sie der englische Schachhistoriker Harold James Ruthven Murray. Auf ihre außerordentliche Bedeutung machte allerdings erst H.M. Gamer 1954 aufmerksam. Es existiert zusätzlich eine frühmittelalterliche Abschrift (allerdings nicht des Codex Einsidlensis 365) der Zeilen 65 bis 98 mit einer etwas klassischeren Orthographie, welche auf das Jahr 997 datiert wird und ebenfalls in der Einsiedler Stiftsbibliothek aufbewahrt wird.

## Inhalt
Versus de Scachis beginnt mit einem Lobgesang auf das Schachspiel. Danach folgt eine Beschreibung des Spielbretts, wobei erstmals die heute selbstverständliche Zweifarbigkeit der Felder erwähnt wird. Die indischen und persisch-arabischen Vorläufer des Schachs, Chaturanga beziehungsweise Schatrandsch, kannten noch nicht das Schachbrettmuster. Schließlich folgt eine ausführliche Beschreibung der Gangart der Figuren, welche sich zum Teil stark von der heutigen unterschied. Dies trifft speziell auf den alten Läufer und die heutige Dame zu, welche erst gegen Ende des 15. Jahrhunderts vom kurzschrittigen Fers zur stärksten Figur avancierte. Das älteste Zeugnis dafür findet sich ebenfalls in einem Gedicht, nämlich dem katalanischen Scachs d’amor. H.J.R. Murray hob hervor, dass im Gedicht kaum Schachtermini verwendet werden. Der Ausdruck rochus für den Turm wird bei seiner ersten Erwähnung mit dem Begriff marchio (lateinisch für Markgraf) erklärt. Dies lässt einen noch sehr geringen Bekanntheitsgrad des Spieles vermuten.